# Kingsmountite
La kingsmountite è un minerale appartenente al gruppo della calcioferrite.